# Östen Warnerbring
Östen Warnerbring (22 novembre 1934 – 18 janvier 2006) est un chanteur, musicien, compositeur et parolier suédois, qui maîtrisait plusieurs genres musicaux. Il commence comme musicien de jazz, mais se popularise au fil des années tant dans le domaine de la musique populaire qu’en tant que chanteur de la poésie suédoise, mise en musique par lui-même. Dans les années 1970, il devient l'un des premiers artistes suédois à utiliser son accent natal, de la province de Scania (Scanie) dans le sud de la Suède, même en chantant.
Il représente son pays au concours de l'Eurovision en 1967 avec la chanson Som en dröm, écrit par Marcus Österdahl et Curt Pettersson, avec des paroles de Patrice Hellberg.

## Biographie
Warnerbring est né à Malmö, et a vécu dans la ville médiévale de Skanör tandis qu'il perce dans le milieu musical dans les années 1960.
Warnerbring fait plusieurs apparitions dans les manches suédoises du concours de l'Eurovision. La première est à la compétition de qualification de 1959 avec le blues de la chanson Kungsgatans Blues où il termine à la quatrième place. En 1960, il essaye de nouveau et, bien qu'il ait gagné avec Alla andra får varann, la radio suédoise SR décide d'envoyer Siw Malmkvist à la finale de l'Eurovision à Londres. Warnerbring interprète deux chansons lors de la finale de 1967. Lolo Lolita arrive à la quatrième place, et Trollen ska trivas à la sixième.
Après sa victoire de 1967, Warnerbring défend son titre en 1968 en s'associant avec Svante Thuresson et ils prennent ensemble la cinquième place avec Här de la pojkar. Sa comparution suivante, en 1972, le voit terminer à la deuxième place sur une chanson présentée par Benny Andersson et Björn Ulvaeus. La chanson de Warnerbring, Så'n e 'du så'n e' jag termine avec sept points de retard sur l'éventuelle gagnante du groupe Family Four. Sa dernière tentative au titre de l'Eurovision en 1974 est aussi la moins réussie. En vals Mysig est placé dixième et dernier.
Warnerbring décède à San Agustín, dans les Îles Canaries.